# Сиудад Акуња (Акуња)
Сиудад Акуња (шп. Ciudad Acuña) насеље је у Мексику у савезној држави Коавила у општини Акуња. Насеље се налази на надморској висини од 271 м.

## Становништво
Према подацима из 2010. године у насељу је живело 134233 становника.

### Хронологија
| Година       | 2000                   | 2005                   | 2010                   |
| ------------ | ---------------------- | ---------------------- | ---------------------- |
| Становништво | 108159 (55310 / 52849) | 124232 (62545 / 61687) | 134233 (67013 / 67220) |

### Попис
| \| \| м \| \| \| ж \| \| 0—2 \| 4.180 \| \| \| 4.090 \| \| 3—5 \| 4.398 \| \| \| 4.262 \| \| 6—11 \| 9.330 \| \| \| 8.982 \| \| 12—14 \| 4.228 \| \| \| 4.091 \| \| 15—17 \| 4.106 \| \| \| 3.996 \| \| 18—24 \| 7.868 \| \| \| 8.114 \| \| 60+ \| 3.575 \| \| \| 3.885 \| \| Просек : \| 27,4 \| \| \| 27,8 \| |       |  |  |       |
| |       |  |  |       |
| | м     |  |  | ж     |
| 0—2 | 4.180 |  |  | 4.090 |
| 3—5 | 4.398 |  |  | 4.262 |
| 6—11 | 9.330 |  |  | 8.982 |
| 12—14 | 4.228 |  |  | 4.091 |
| 15—17 | 4.106 |  |  | 3.996 |
| 18—24 | 7.868 |  |  | 8.114 |
| 60+ | 3.575 |  |  | 3.885 |
| Просек : | 27,4  |  |  | 27,8  |

| #   | Индикатор                                                                                        | Вредност |
| --- | ------------------------------------------------------------------------------------------------ | -------- |
| 1   | Становништво од 0 до 2 године                                                                    | 8270     |
| 2   | Мушко становништво од 0 до 2 године                                                              | 4180     |
| 3   | Женско становништво од 0 до 2 године                                                             | 4090     |
| 4   | Становништво са 3 и више година                                                                  | 124058   |
| 5   | Мушко становништво са 3 и више година                                                            | 61879    |
| 6   | Женско становништво са 3 и више година                                                           | 62179    |
| 7   | Становништво са 5 и више година                                                                  | 118288   |
| 8   | Мушко становништво са 5 и више година                                                            | 58955    |
| 9   | Женско становништво са 5 и више година                                                           | 59333    |
| 10  | Становништво са 12 и више година                                                                 | 97086    |
| 11  | Мушко становништво са 12 и више година                                                           | 48151    |
| 12  | Женско становништво са 12 и више година                                                          | 48935    |
| 13  | Становништво са 15 и више година                                                                 | 88767    |
| 14  | Мушко становништво са 15 и више година                                                           | 43923    |
| 15  | Женско становништво са 15 и више година                                                          | 44844    |
| 16  | Становништво са 18 и више година                                                                 | 80665    |
| 17  | Мушко становништво са 18 и више година                                                           | 39817    |
| 18  | Женско становништво са 18 и више година                                                          | 40848    |
| 19  | Становништво од 3 до 5 година                                                                    | 8660     |
| 20  | Мушко становништво од 3 до 5 година                                                              | 4398     |
| 21  | Женско становништво од 3 до 5 година                                                             | 4262     |
| 22  | Становништво од 6 до 11 година                                                                   | 18312    |
| 23  | Мушко становништво од 6 до 11 година                                                             | 9330     |
| 24  | Женско становништво од 6 до 11 година                                                            | 8982     |
| 25  | Становништво од 8 до 14 година                                                                   | 20548    |
| 26  | Мушко становништво од 8 до 14 година                                                             | 10467    |
| 27  | Женско становништво од 8 до 14 година                                                            | 10081    |
| 28  | Становништво од 12 до 14 година                                                                  | 8319     |
| 29  | Мушко становништво од 12 до 14 година                                                            | 4228     |
| 30  | Женско становништво од 12 до 14 година                                                           | 4091     |
| 31  | Становништво од 15 до 17 година                                                                  | 8102     |
| 32  | Мушко становништво од 15 до 17 година                                                            | 4106     |
| 33  | Женско становништво од 15 до 17 година                                                           | 3996     |
| 34  | Становништво од 18 до 24 године                                                                  | 15982    |
| 35  | Мушко становништво од 18 до 24 године                                                            | 7868     |
| 36  | Женско становништво од 18 до 24 године                                                           | 8114     |
| 37  | Женско становништво од 15 до 49 година                                                           | 36774    |
| 38  | Становништво са 60 и више година                                                                 | 7460     |
| 39  | Мушко становништво са 60 и више година                                                           | 3575     |
| 40  | Женско становништво са 60 и више година                                                          | 3885     |
| 41  | Однос између мушкараца и жена                                                                    | 99.69    |
| 42  | Становништво од нуле до 14 година                                                                | 43561    |
| 43  | Становништво од 15 до 64 године                                                                  | 83954    |
| 44  | Становништво од 65 година и више                                                                 | 4813     |
| 45  | Просечан број деце                                                                               | 2.26     |
| 46  | Становништво рођено у ентитету                                                                   | 99864    |
| 47  | Мушко становништво рођено у ентитету                                                             | 49764    |
| 48  | Женско становништво рођено у ентитету                                                            | 50100    |
| 49  | Становништво рођено у другом ентитету                                                            | 28229    |
| 50  | Мушко становништво рођено у другом ентитету                                                      | 14117    |
| 51  | Женско становништво рођено у другом ентитету                                                     | 14112    |
| 52  | Становништво од 5 година и више резидентно у ентитету у јуну 2005. године                        | 113250   |
| 53  | Мушко становништво старосног доба од 5 година и више, резидентно у ентитету у јуну 2005. године  | 56225    |
| 54  | Женско становништво старосног доба од 5 и више година, резидентно у ентитету у јуну 2005. године | 57025    |
| 55  | Становништво од 5 година и више које је живело у другом ентитету у јуну 2005. године             | 2838     |
| 56  | Мушко становништво старије од 5 година које је живело у другом ентитету у јуну 2005. године      | 1433     |
| 57  | Женско становништво старије од 5 година које је живело у другом ентитету у јуну 2005. године     | 1405     |
| 58  | Становништво од 3 године и више које говори аутохтони језик                                      | 490      |
| 59  | Мушко становништво старо 3 године и више које говори аутохтони језик                             | 279      |
| 60  | Женско становништво старо 3 године и више које говори аутохтони језик                            | 211      |
| 61  | Становништво од 3 године и више које говори аутохтони језик и не говори шпански језик            | 1        |
| 62  | Мушко становништво старо 3 године и више које говори аутохтони језик и не говори шпански         | 0        |
| 63  | Женско становништво старо 3 године и више које говори аутохтони језик и не говори шпански језик  | 1        |
| 64  | Становништво старо 3 године и више које говори аутохтони језик и шпански                         | 301      |
| 65  | Мушко становништво старо 3 године и више које говори аутохтони језик и шпански                   | 175      |
| 66  | Женско становништво старо 3 године и више које говори аутохтони језик и шпански                  | 126      |
| 67  | Становништво од 5 година и више које говори аутохтони језик                                      | 481      |
| 68  | Становништво од 5 година и више које говори аутохтони језик и не говори шпански језик            | 1        |
| 69  | Становништво од 5 година и више које говори аутохтони језик и говори шпански језик               | 301      |
| 70  | Становништво у домородачким домаћинствима                                                        | 1188     |
| 71  | Становништво са ограничењима у активностима                                                      | 4996     |
| 72  | Становништво са ограниченим ходањем или кретањем, горе или доле                                  | 2663     |
| 73  | Становници са ограничењима вида, чак и уз кориштење сочива                                       | 1473     |
| 74  | Становништво са ограничењима говора, комуникације или конверзације                               | 483      |
| 75  | Становништво са ограниченим слухом                                                               | 429      |
| 76  | Становништво са ограничењима при одевању, купању или јелу                                        | 351      |
| 77  | Становништво са ограничењима у опажању или учењу једноставних ствари                             | 232      |
| 78  | Становништво са менталним ограничењима                                                           | 485      |
| 79  | Становништво без ограничења активности                                                           | 126807   |
| 80  | Становништво од 3 до 5 година које не похађа школу                                               | 4157     |
| 81  | Мушко становништво од 3 до 5 година које не похађа школу                                         | 2110     |
| 82  | Женско становништво од 3 до 5 година које не похађа школу                                        | 2047     |
| 83  | Становништво од 6 до 11 година које не похађа школу                                              | 441      |
| 84  | Мушко становништво од 6 до 11 година које не похађа школу                                        | 228      |
| 85  | Женско становништво од 6 до 11 година које не похађа школу                                       | 213      |
| 86  | Становништво од 12 до 14 година које не похађа школу                                             | 590      |
| 87  | Мушко становништво од 12 до 14 година које не похађа школу                                       | 287      |
| 88  | Женско становништво од 12 до 14 година које не похађа школу                                      | 303      |
| 89  | Становништво од 15 до 17 година похађа школу                                                     | 5194     |
| 90  | Мушко становништво од 15 до 17 година похађа школу                                               | 2605     |
| 91  | Женско становништво између 15 и 17 година живота у школи                                         | 2589     |
| 92  | Становништво од 18 до 24 године похађа школу                                                     | 3277     |
| 93  | Мушко становништво од 18 до 24 године похађа школу                                               | 1737     |
| 94  | Женско становништво од 18 до 24 године похађа школу                                              | 1540     |
| 95  | Становништво од 8 до 14 година које не може да чита и пише                                       | 460      |
| 96  | Мушко становништво старосног доба од 8 до 14 година које не може да чита и пише                  | 285      |
| 97  | Женско становништво старосног доби од 8 до 14 година које не може да чита и пише                 | 175      |
| 98  | Становништво од 15 година и више које је неписмено                                               | 2310     |
| 99  | Мушко становништво од 15 година и више које је неписмено                                         | 1009     |
| 100 | Женско становништво од 15 година и више које је неписмено                                        | 1301     |
| 101 | Становништво старо 15 и више година без школовања                                                | 3330     |
| 102 | Мушко становништво старо 15 и више година без школовања                                          | 1514     |
| 103 | Женско становништво старо 15 и више година без школовања                                         | 1816     |
| 104 | Становништво старосног доба 15 и више година са непотпуним основним образовањем                  | 9043     |
| 105 | Мушко становништво старосног доба од 15 година и више са непотпуном основним образовањем         | 4245     |
| 106 | Женско становништво старосног доба 15 и више година са непотпуном основним образовањем           | 4798     |
| 107 | Становништво старо 15 и више година са комплетним основним образовањем                           | 17628    |
| 108 | Мушко становништво старо 15 година и више са комплетним основним образовањем                     | 8256     |
| 109 | Женско становништво старо 15 и више година са комплетним основним образовањем                    | 9372     |
| 110 | Становништво старосног доба 15 и више година са непотпуним средњим образовањем                   | 6411     |
| 111 | Мушко становништво старосног доба од 15 година и више са непотпуним средњим образовањем          | 3387     |
| 112 | Женско становништво старосног доба од 15 година и више са непотпуним средњим образовањем         | 3024     |
| 113 | Становништво старо 15 и више година са пуним секундарном образовањем                             | 26024    |
| 114 | Мушко становништво старосног доба од 15 година и више са пуним секундарном образовањем           | 13101    |
| 115 | Женско становништво старосног доба од 15 година и више са пуним секундарном образовањем          | 12923    |
| 116 | Становништво старије од 18 година са постосновним образовањем                                    | 22930    |
| 117 | Мушко становништво старије од 18 година са постосновним образовањем                              | 11876    |
| 118 | Женско становништво старије од 18 година са постосновним образовањем                             | 11054    |
| 119 | Просечна оцена школовања                                                                         | 8.51     |
| 120 | Просечан ниво образовања мушке популације                                                        | 8.65     |
| 121 | Просечан ниво образовања женског становништва                                                    | 8.37     |
| 122 | Економски активно становништво                                                                   | 55350    |
| 123 | Економски активна мушка популација                                                               | 35890    |
| 124 | Економски активна женска популација                                                              | 19460    |
| 125 | Становништво које није економски активно                                                         | 41345    |
| 126 | Мушко становништво које није економски активно                                                   | 12010    |
| 127 | Женско становништво које није економски активно                                                  | 29335    |
| 128 | Запослено становништво                                                                           | 52252    |
| 129 | Запослено мушко становништво                                                                     | 33372    |
| 130 | Запослено женско становништво                                                                    | 18880    |
| 131 | Незапослена популација                                                                           | 3098     |
| 132 | Незапослена мушка популација                                                                     | 2518     |
| 133 | Незапослена женска популација                                                                    | 580      |
| 134 | Становништво без права на здравствене услуге                                                     | 30292    |
| 135 | Становништво које има право на здравствене услуге                                                | 101892   |
| 136 | Становништво које има право на ИМСС                                                              | 82691    |
| 137 | Становништво које има право на социјално осигурање                                               | 5966     |
| 138 | Становништво које има право на државно социјално осигурање                                       | 157      |
| 139 | Становништво које има право на опште осигурање или здравствено осигурање за нову генерацију      | 11739    |
| 140 | Становништво које је било једном или није било у браку током 12 година и више                    | 30298    |
| 141 | Венчано или уједињено становништво од 12 година и више                                           | 56737    |
| 142 | Становништво које је било у браку или уједињено 12 година и више                                 | 9859     |
| 143 | Становништво са католичком религијом                                                             | 83485    |
| 144 | Протестанти, еванђелисти и библијски следбеници различити од еванђелиста                         | 28152    |
| 145 | Становништво са другим религијама различитим од претходних                                       | 54       |
| 146 | Становништво без религије                                                                        | 19721    |
| 147 | Укупно пописаних домаћинства                                                                     | 35430    |
| 148 | Пописна домаћинства на челу са мушкарцима                                                        | 27635    |
| 149 | Пописна домаћинства на челу са женама                                                            | 7795     |
| 150 | Становништво у пописним домаћинствима                                                            | 132149   |
| 151 | Становништво у пописним домаћинствима на челу са мушкарцима                                      | 106339   |
| 152 | Становништво у пописним домаћинствима на челу са женама                                          | 25810    |
| 153 | Укупно домаћинстава                                                                              | 45916    |
| 154 | Укупно насељених домаћинстава                                                                    | 36049    |
| 155 | Укупно приватних кућа                                                                            | 45297    |
| 156 | Насељени приватни домови                                                                         | 35430    |
| 157 | Укупно насељених приватних кућа                                                                  | 36043    |
| 158 | Ненасељене приватне куће                                                                         | 8494     |
| 159 | Појединачна домаћинства за привремену употребу                                                   | 1373     |
| 160 | Становници у насељеним приватним кућама                                                          | 132149   |
| 161 | Насељеност станара у приватним становима                                                         | 3.73     |
| 162 | Просечно становника по соби у приватним насељеним домаћинствима                                  | 1.05     |
| 163 | Појединачна домаћинства са подовима од различитих материјала од земље                            | 34795    |
| 164 | Појединачна домаћинства у приземљу                                                               | 539      |
| 165 | Појединачна домаћинства са једном спаваћом собом                                                 | 13224    |
| 166 | Појединачна домаћинства са две спаваће собе и више                                               | 22149    |
| 167 | Појединачна домаћинства са једним собом                                                          | 1380     |
| 168 | Појединачна домаћинства са две собе                                                              | 6219     |
| 169 | Појединачна домаћинства са 3 собе и више                                                         | 27722    |
| 170 | Појединачна домаћинства која имају електрично светло                                             | 35177    |
| 171 | Појединачна домаћинства која немају електрично светло                                            | 211      |
| 172 | Појединачна домаћинства која имају водоводну воду у стамбеном простору                           | 34398    |
| 173 | Појединачна домаћинства која немају водоводну воду у стамбеном простору                          | 927      |
| 174 | Појединачна домаћинства која имају тоалет                                                        | 35062    |
| 175 | Појединачна домаћинства која имају канализацију                                                  | 34592    |
| 176 | Појединачна домаћинства која немају канализацију                                                 | 745      |
| 177 | Појединачна домаћинства која имају електрично светло, довод воде из јавне мреже и канализацију   | 33618    |
| 178 | Појединачна домаћинства без икаквих услова                                                       | 163      |
| 179 | Појединачна домаћинства која имају радио                                                         | 28131    |
| 180 | Појединачна домаћинства која имају телевизор                                                     | 34584    |
| 181 | Појединачна домаћинства која имају фрижидер                                                      | 33407    |
| 182 | Појединачна домаћинства која имају машину за веш                                                 | 27751    |
| 183 | Појединачна домаћинства која имају аутомобил или комби                                           | 19929    |
| 184 | Појединачна домаћинства која имају рачунар                                                       | 8271     |
| 185 | Појединачна домаћинства која имају фиксну телефонску линију                                      | 9846     |
| 186 | Појединачна домаћинства која имају мобилни телефон                                               | 27828    |
| 187 | Појединачна домаћинства која имају приступ интернету                                             | 5358     |
| 188 | Величина локације                                                                                | 11       |